# Carmen Hernández Brenes
Carmen Hernández Brenes es una profesora e investigadora en el Instituto Tecnológico y de Estudios Superiores de Monterrey, Campus Monterrey. Por su trabajo, ha sido reconocida con el Nivel II del Sistema Nacional de Investigadores en México.
Hernández Brenes obtuvo su título en ingeniería de alimentos en el Tec de Monterrey en 1994, luego una maestría por parte de Universidad de Texas A&M en 1996. Ella empezó su doctorado en la misma universidad pero se cambió a la Universidad de Arkansas, completando su entrenamiento con procedimientos Análisis de Peligros y Puntos de Control Críticos en la Universidad de Texas A&M.
En 1993, trabajó como interna en Valley View Packing Company que se encuentra en San José (California), trabajando con el jugo concentrado del chabacano y la ciruela pasa, así como botanas de las mismas.(newsletter) Hernández Brenes fue anteriormente profesora e investigadora en la Universidad de Wisconsin-Madison, se especializa en procesamiento de comida a principios del 2000.